# Municipio de Poplar Grove (Illinois)
El municipio de Poplar Grove (en inglés: Poplar Grove Township) es un municipio ubicado en el condado de Boone en el estado estadounidense de Illinois. En el año 2010 tenía una población de 5054 habitantes y una densidad poblacional de 81,85 personas por km².

## Geografía
El municipio de Poplar Grove se encuentra ubicado en las coordenadas 42°22′11″N 88°49′23″O / 42.36972, -88.82306. Según la Oficina del Censo de los Estados Unidos, el municipio tiene una superficie total de 61.75 km², de la cual 61.6 km² corresponden a tierra firme y (0.24%) 0.15 km² es agua.

## Demografía
Según el censo de 2010, había 5054 personas residiendo en el municipio de Poplar Grove. La densidad de población era de 81,85 hab./km². De los 5054 habitantes, el municipio de Poplar Grove estaba compuesto por el 89% blancos, el 1.8% eran afroamericanos, el 0.14% eran amerindios, el 0.63% eran asiáticos, el 0.02% eran isleños del Pacífico, el 6.37% eran de otras razas y el 2.04% pertenecían a dos o más razas. Del total de la población el 14.76% eran hispanos o latinos de cualquier raza.